# Mohammed Achaari

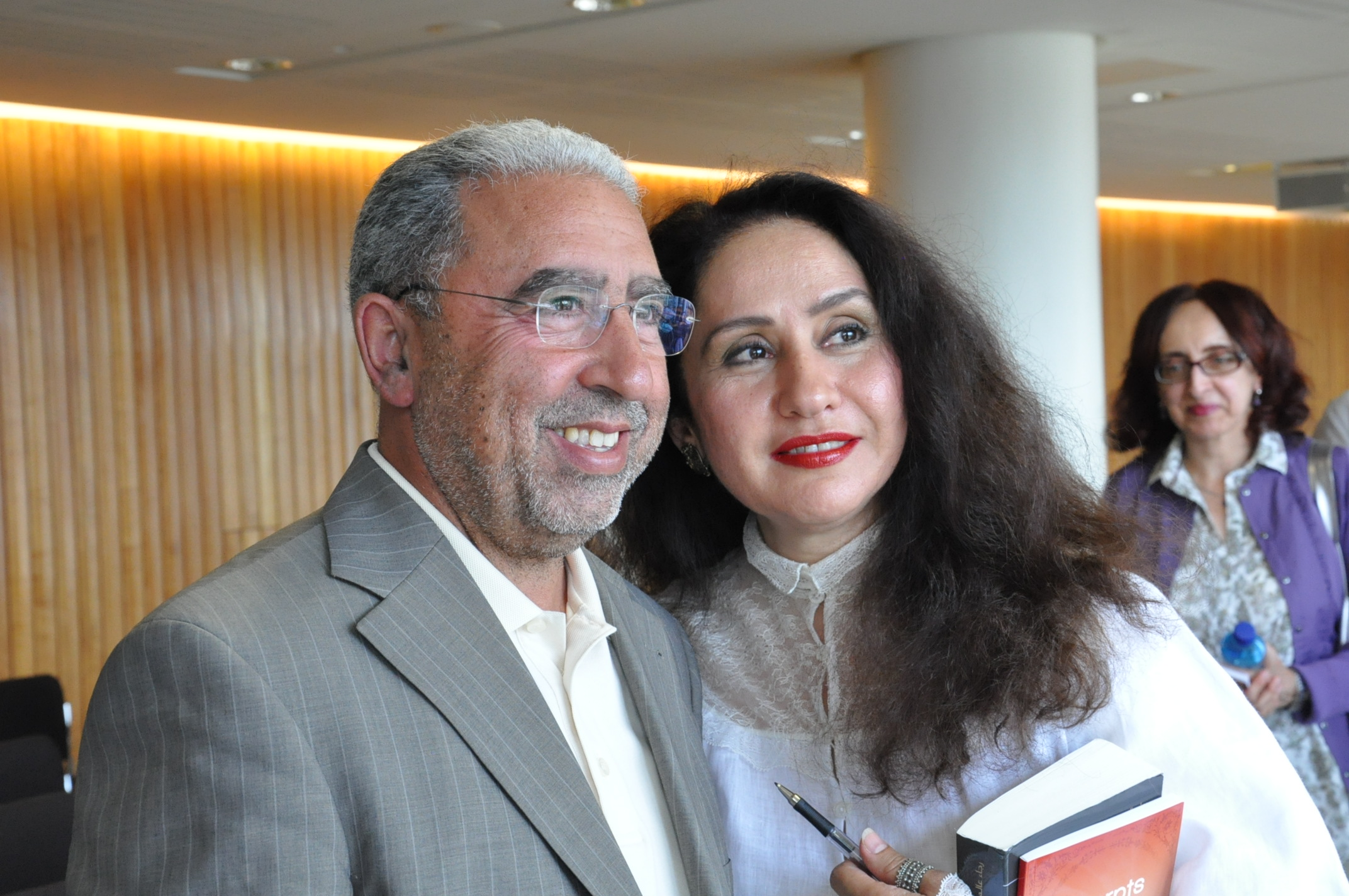
Mohammed Achaari und die Schriftstellerin Raja Alem (2011)

Mohammed Achaari (abweichende Namensschreibweise: Mohammed Achaâri; arabisch محمد الأشعري, DMG Muḥammad al-Ašʿarī; * 1951 in Boumandra, Moulay Idris, Französisch-Marokko) ist ein marokkanischer Journalist, Schriftsteller und Politiker der Sozialistischen Union der Volkskräfte USFP (Union Socialiste des Forces Populaires), der unter anderem 1998 und 2007 Kulturminister war und 2011 für seinen Roman The Arch and the Butterfly mit dem International Prize for Arabic Fiction ausgezeichnet wurde.

## Leben
Mohammed Achaari absolvierte nach seinem Schulbesuch in Meknés ein Studium an der Mohammed-V.-Universität in Rabat. 1975 wurde er Mitglied der Schriftstellervereinigung UEM (Union des écrivains du Maroc) und fungierte zwischen 1979 und 1984 als erster Generalsekretär der Nationalen Landwirtschaftsgewerkschaft (Syndicat national de l’agriculture). Im Anschluss war er von 1983 bis 1998 Direktor des Büros der Tageszeitung Al-Ittihad al-Ichtiraki. Zugleich war er zwischen 1989 und 1996 sowohl Präsident der Union des écrivains du Maroc als auch Mitglied des Generalsekretariats der Vereinigung asiatischer und afrikanischer Schriftsteller. Bei der Wahl vom 14. November 1997 wurde er für die Sozialistische Union der Volkskräfte USFP (Union Socialiste des Forces Populaires) Mitglied der Repräsentantenversammlung (Chambre des représentants). Er war zugleich Mitglied des Politbüros der USFP.
Am 14. März 1998 übernahm Achaari im Kabinett von Premierminister Abderrahmane Youssoufi das Amt des Kulturministers (Ministre des Affaires culturelles) beziehungsweise nach einer Regierungsumbildung am 6. September 2000 des Ministers für Kultur und Kommunikation (Ministre de la Culture et de la Communication). Bei der Wahl vom 27. September 2002 wurde er für den Wahlkreis Meknés wieder zum Mitglied der Repräsentantenversammlung und am 9. Oktober 2002 Kulturminister in der Regierung von Premierminister Driss Jettou. Dieses Ministeramt hatte er bis zum Ende der Amtszeit von Premierminister Jettou am 19. September 2007 inne.
Nach seinem Ausscheiden aus der Regierung war Mohammed Achaari Mitglied des Redaktionsrates der Zeitschrift Al Machroue Revue. der Nationalen Pressegewerkschaft (Syndicat National de la Presse) sowie der Solidaritätsstiftung von Mohammed V. von Marokko. Er verfasste Artikel für die Tageszeitungen Al Alam und Al Moharrir sowie Herausgeber und Chefredakteur von Al Balagh Al Maghribi und der Tageszeitung Al-Ittihad al-Ichtiraki. 2011 wurde er für sein Buch The Arch and the Butterfly mit dem International Prize for Arabic Fiction ausgezeichnet. Zugleich wurde die Schriftstellerin Raja Alem für ihr Buch Das Halsband der Tauben geehrt.